# Liste der Biografien/Forc
Liste der Biografien |
Portal Biografien |
Personensuche
# |
A |
B |
C |
D |
E |
F |
G |
H |
I |
J |
K |
L |
M |
N |
O |
P |
Q |
R |
S |
T |
U |
V |
W |
X |
Y |
Z |
?
 
Fa |
Fe |
Ff |
Fh |
Fi |
Fj |
Fk |
Fl |
Fm |
Fn |
Fo |
Fr |
Ft |
Fu |
Fy
 
Foa |
Fob |
Foc |
Fod |
Foe |
Fof |
Fog |
Foh |
Foi |
Foj |
Fok |
Fol |
Fom |
Fon |
Foo |
Fop |
For |
Fos |
Fot |
Fou |
Fov |
Fow |
Fox |
Foy |
Foz
 
Fora |
Forb |
Forc |
Ford |
Fore |
Forf |
Forg |
Fori |
Forj |
Fork |
Forl |
Form |
Forn |
Foro |
Forq |
Forr |
Fors |
Fort |
Foru |
Forw |
Fory |
Forz
Die Liste der Biografien führt alle Personen auf, die in der deutschsprachigen Wikipedia einen Artikel haben. Dieses ist eine Teilliste mit 76 Einträgen von Personen, deren Namen mit den Buchstaben „Forc“ beginnt.

## Forc

### Forca
- Forca Palena, Nicola da (1349–1449), Franziskaner, katholischer Seliger und Ordensgründer
- Forca, Judith (* 1996), spanische Wasserballspielerin
- Forcada, José Luis († 2010), spanischer Politiker
- Forcade de Biaix, Christoph Ernst Friedrich von (1821–1891), deutscher Rittergutsbesitzer, Reichsrichter und Politiker (Zentrum), MdR
- Forcade La Roquette, Adolphe de (1820–1874), französischer Staatsmann
- Forcade, Eugène (1820–1869), französischer Publizist und Schriftsteller
- Forcade, Friedrich Wilhelm Quirin von (1699–1765), preußischer Adliger und Offizier
- Forcade, Heinrich Leopold von (1747–1808), preußischer Oberstleutnant
- Forcade, Jean Quirin de (1663–1729), königlich preußischer Generalleutnant, Chef des Infanterie-Regiments Nr. 23, Kommandant der Residenz Berlin
- Forcade, Rodney, US-amerikanischer Mathematiker
- Forcade, Théodore-Augustin (1816–1885), französischer Geistlicher
- Forcadel, Étienne († 1578), französischer Schriftsteller
- Forcadel, Pierre, französischer Mathematiker und Mathematikhistoriker
- Forcadell, Carme (* 1955), spanische Politikerin aus Katalonien
- Forcades i Vila, Teresa (* 1966), spanische Theologin und Medizinerin
- Forcano, Manuel (* 1968), spanischer Schriftsteller, semitischer Philologe und Übersetzer hebräischer Dichtung
- Forcart, Lothar (1902–1990), Schweizer Malakologe, Zoologe und Herpetologe
- Forcart-Respinger, Emily (1886–1945), Schweizer Redaktorin

### Force
- Force Gordon, Laura de (1838–1907), amerikanische Anwältin, Journalistin und Frauenrechtlerin
- Force, Gail (* 1966), US-amerikanische Pornodarstellerin
- Force, Gene (1916–1983), US-amerikanischer Autorennfahrer
- Force, John (* 1949), US-amerikanischer Drag Racer, mehrfacher NHRA-Champion, Rennstallbesitzer und Geschäftsmann
- Force, Peter (1790–1868), US-amerikanischer Politiker
- Forcella, Enrico (1907–1989), venezolanischer Sportschütze
- Forcellini, Christian (* 1969), san-marinesischer Tennisspieler und Sportmanager
- Forcellini, Domenico, san-marinesischer Politiker
- Forcellini, Egidio (1688–1768), italienischer Philologie und Lexikograph
- Forcellini, Giuseppe († 1960), san-marinesischer Politiker
- Forcer, Francis († 1705), englischer Organist und Komponist

### Forch
- Forch, Anton (1785–1857), deutscher katholischer Priester, Domkapitular und Dompropst im Bistum Speyer
- Förch, Franz Anton (1783–1871), deutscher Priester, Gymnasiallehrer, Historiker und bayerischer Landtagsabgeordneter
- Förch, Robert (* 1931), deutscher Grafiker und Zeichner
- Forché, Carolyn (* 1950), US-amerikanische Lyrikerin, Herausgeberin, Übersetzerin und Hochschullehrerin
- Forche, Hartmut H. (* 1945), deutscher Regisseur, Autor, Übersetzer, Schauspieler und Synchronsprecher
- Forchel, Alfred (* 1952), deutscher Physiker
- Forchel, Emma (* 2000), deutsche Schauspielerin
- Forchel, Horst (1931–2016), deutscher Sporthistoriker
- Forcher, Eberhard (* 1954), österreichischer Musiker, Bandleader, Lehrer, Moderator und DJ
- Forcher, Gerald (* 1977), österreichischer Politiker (SPÖ), Landtagsabgeordneter
- Forcher, Michael (* 1941), österreichischer Verleger und Publizist
- Forcher, Reinhard (* 1961), österreichischer Schauspieler
- Forcher, Ronja (* 1996), österreichische SchauspielerinRonja Forcher (* 1996)

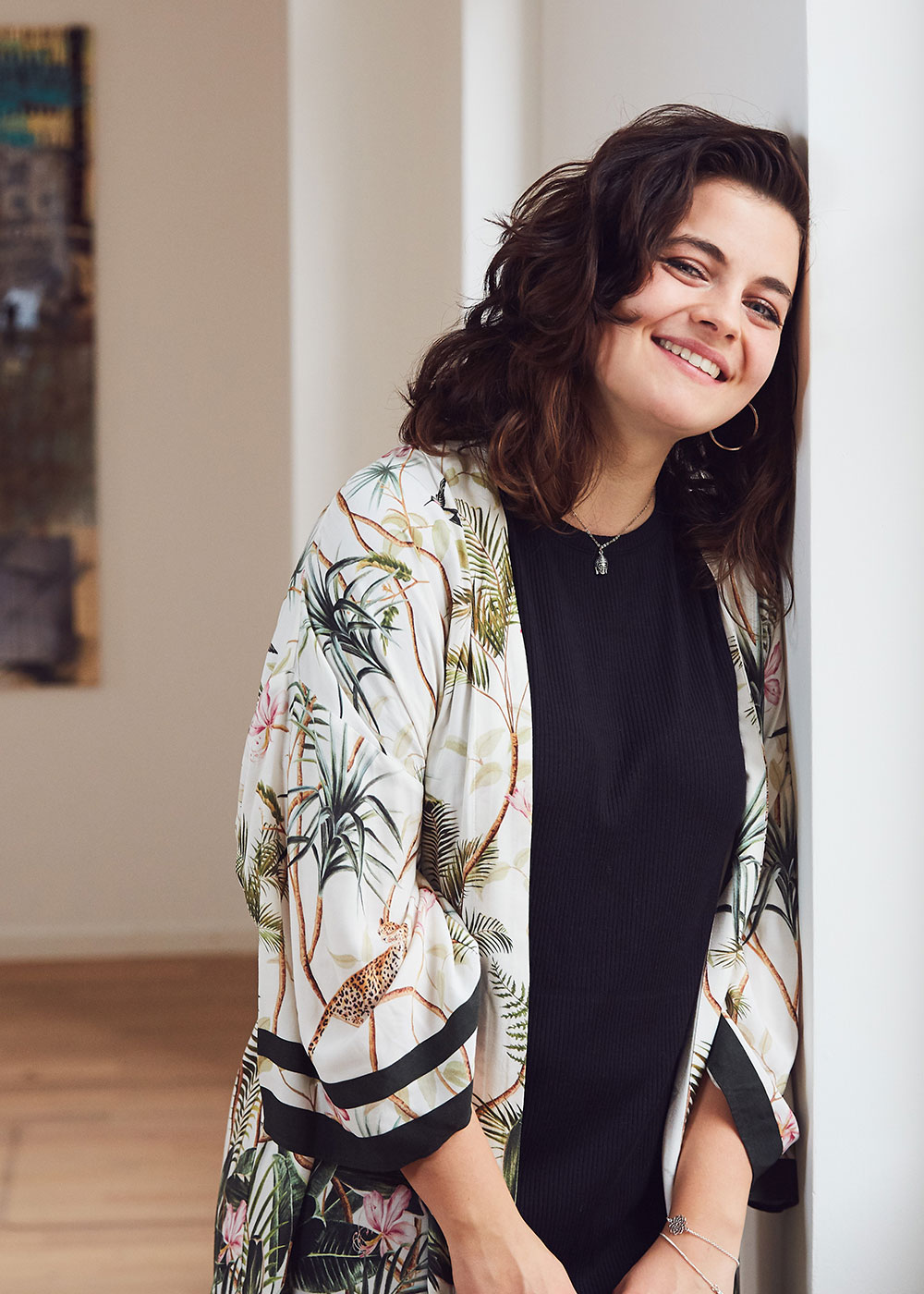
Ronja Forcher (* 1996)

- Forcher, Sepp (1930–2021), österreichischer Fernsehmoderator und Bergsteiger
- Forcher-Ainbach, Konrad (1839–1901), österreichischer Politiker
- Forchério, Armand (* 1941), monegassischer Fußballspieler
- Forchert, Arno (1925–2011), deutscher Musikwissenschaftler
- Forchhammer, Bergit (1921–2011), deutsch-dänische Autorin
- Forchhammer, Ejnar (1868–1928), dänischer Opernsänger
- Forchhammer, Emilie (1850–1912), Schweizer Porträtistin, Zeichnerin und Kunstpädagogin.
- Forchhammer, Henni (1863–1955), dänische Frauenrechtlerin
- Forchhammer, Johann Georg (1794–1865), dänischer Mineraloge und Geologe
- Forchhammer, Johann Ludolph (1764–1810), Pädagoge
- Forchhammer, Lukas (* 1988), dänischer Sänger und SongwriterLukas Forchhammer (* 1988)

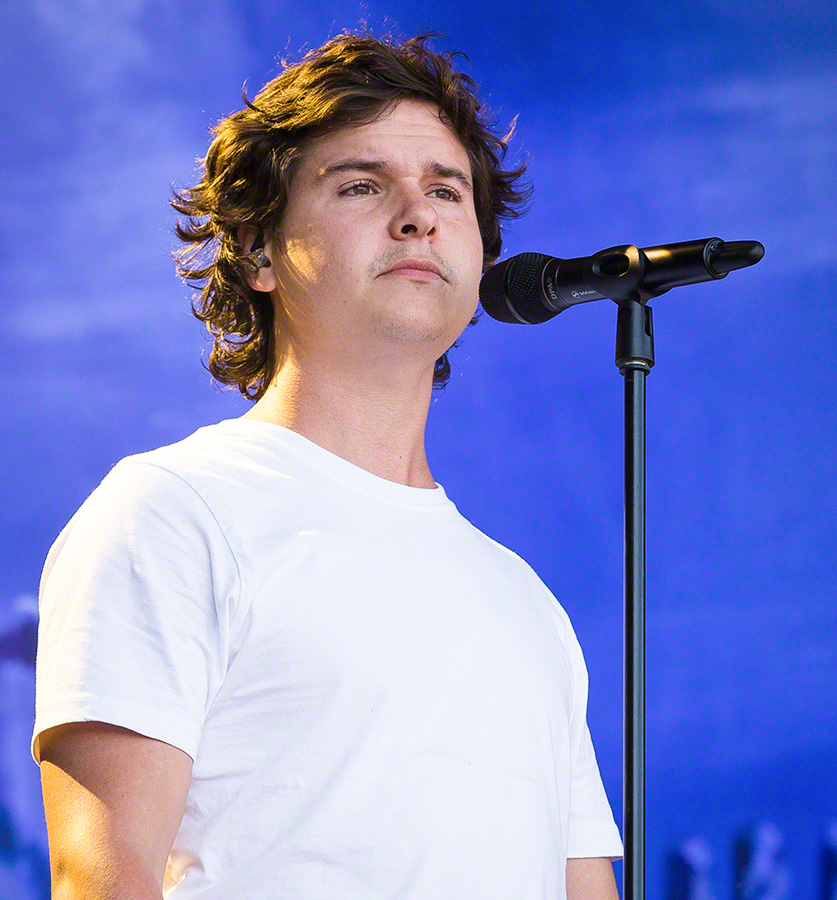
Lukas Forchhammer (* 1988)

- Forchhammer, Margaretha Elisabeth (1761–1857), deutsche Druckereibesitzerin und Verlegerin
- Forchhammer, Peter Wilhelm (1801–1894), deutscher klassischer Philologe und Archäologe und Politiker (DFP), MdR
- Forchhammer, Theophil (1847–1923), Schweizer Komponist, Kirchenmusiker und Organist
- Forchheimer, Karl (1880–1959), österreichischer Ministerialbeamter
- Forchheimer, Philipp (1852–1933), österreichischer Hydrologe
- Forchheimer, Tassilo (* 1968), deutscher Journalist
- Forchini, Ramona (* 1994), Schweizer Radsportlerin
- Forchmann, Horst (1905–1988), deutscher Bergingenieur, Industriemanager im Rheinischen Braunkohlenbergbau
- Forchner, Chrysostomus (1721–1791), deutscher Barockmaler
- Forchner, Franz Xaver (1717–1751), deutscher Barockmaler
- Forchner, Ulrich (* 1949), deutscher Karikaturist und Grafiker
- Forcht, Carl (1907–1997), deutscher Filmeditor

### Forci
- Forcinal, Albert (1887–1976), französischer Resistance-Kämpfer, politischer KZ-Häftling und Politiker, Mitglied der Nationalversammlung
- Forciniti, Martin (* 1962), deutscher Kirchenmusiker und Komponist
- Forciniti, Rosalba (* 1986), italienische Judoka

### Forck
- Forck, Bernhard (* 1963), deutscher Geiger und Dirigent
- Forck, Elisabeth (1900–1988), deutsche Pädagogin
- Forck, Gottfried (1923–1996), deutscher Theologe und evangelischer Bischof
- Forcke, Anna (1836–1904), Diakonisse und als Oberin Leiterin der Henriettenstiftung in Hannover
- Forckenbeck, Max von (1821–1892), deutscher Jurist und Politiker (NLP), MdR, Berliner Bürgermeister (1878–1892)Max von Forckenbeck (1821–1892)

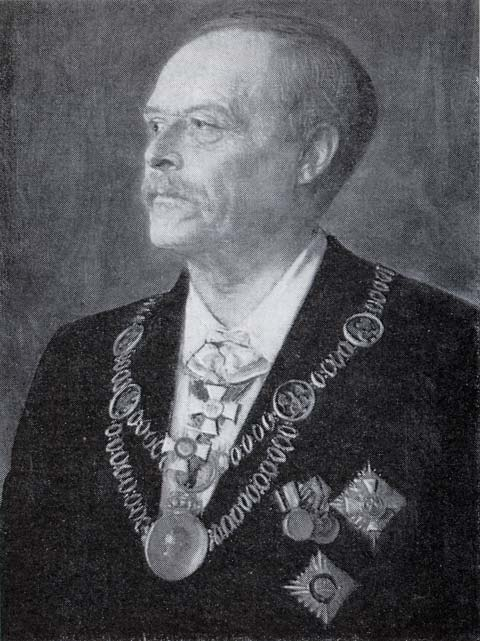
Max von Forckenbeck (1821–1892)

- Forckenbeck, Oscar von (1822–1898), deutscher Jurist, Kameralist sowie Museumsgründer

### Forcr
- Forcrand, Robert Hippolyte de (1856–1933), französischer Chemiker

### Forcz
- Forczyk, Robert, US-amerikanischer Offizier und Militärwissenschaftler